# Tyora ornata
Tyora ornata är en insektsart som först beskrevs av George Willis Kirkaldy 1908.  Tyora ornata ingår i släktet Tyora och familjen Carsidaridae. Inga underarter finns listade i Catalogue of Life.